# Brachygalaxias gothei
Brachygalaxias gothei é uma espécie de peixe da família Galaxiidae.
É endémica do Chile.